# Smaug depressus
Espèce
Synonymes
- Zonurus barbertonensis depressus FitzSimons, 1930
- Cordylus warreni depressus (FitzSimons, 1930)
- Smaug warreni depressus (FitzSimons, 1930)

Smaug depressus est une espèce de sauriens de la famille des Cordylidae.

## Répartition
Cette espèce est endémique d'Afrique du Sud.

## Description
C'est un saurien ovovivipare.

## Publication originale
- FitzSimons, 1930 : Descriptions of new South African Reptilia and Batrachia, with distribution records of allied species in the Transvaal Museum collection. Annals of the Transvaal Museum, vol. 14, p. 20-48 (texte intégral).